# Akkalkot
Akkalkot is een nagar panchayat (plaats) in het district Solapur van de Indiase staat Maharashtra. 

## Demografie
Volgens de Indiase volkstelling van 2001 wonen er 38.218 mensen in Akkalkot, waarvan 51% mannelijk en 49% vrouwelijk is. De plaats heeft een alfabetiseringsgraad van 63%. 